# Héctor Ávalos (erudito)
Héctor Ávalos (Nogales, Sonora, 8 de octubre de 1958 - Ames, Iowa, 12 de abril de 2021) fue un profesor de estudios religiosos y estudios bíblicos en la Universidad Estatal de Iowa, además de autor de varios libros sobre religión y crítica de la misma.

## Biografía
Ávalos asistió a la iglesia Pentecostal y se convirtió a muy temprana
edad en un predicador. A los 7 años pasó a vivir con su abuela en
Glendale, Arizona. Su fervor por la defensa y
esparcimiento de la fe lo condujeron a interesarse en el estudio riguroso
de la Biblia. Pasó su adolescencia aprendiendo griego antiguo, hebreo,
arameo, teología e historia del Medio Oriente; pero a cambio encontró
insatisfacción por el estado de la evidencia que había ido a buscar. En
sus propias palabras, 
"podía aplicar los mismos argumentos tanto para otras religiones como para la mía."
Su estudio de la Biblia también lo llevó a concluir que el libro distaba
de ser una guía moral, más allá de ser fáctico o no.
Se le diagnostica granulomatosis de Wegener llegando a la juventud.
Como estudiante de la licenciatura en antropología en la
Universidad de Arizona (graduado en 1982) se valía de su pericia y
autoestudio para acreditar los cursos con sólo presentar los exámenes.
Esto llamó la atención de sus
profesores y pronto fue a dar al seminario de Harvard, donde obtuvo el
grado de maestro en teología en 1985. Obtuvo el grado de doctor en
filosofía en estudios bíblicos y del Medio Oriente en 1991 en la misma casa
de estudios, convirtiéndose en el primer mexicano-estadounidense en
conseguir tal título.
Ávalos se unió a la facultad de la Universidad Estatal de Iowa en otoño
de 1993, tras completar su trabajo como asociado postdoctoral en los
departamentos de antropología y estudios religiosos de la
Universidad de Carolina del Norte en Chapel Hill (1991-1993). En 1996
Ávalos fue nombrado Profesor del año por la Universidad Estatal de
Iowa, que también lo galardonó como Docente Maestro durante 2003–04,
con el Premio al desempeño temprano en investigación y actividad
creativa (Colegio de Artes y Ciencias Liberales, 1996), y el Premio al
profesor sobresaliente (Colegio de Artes y Ciencias Liberales,
1996).
En 1994 Ávalos fundó y dirigió el programa de estudios
latinos de la Universidad Estatal de Iowa
.
Ávalos es extensamente conocido por oponerse a la enseñanza de
creacionismo y diseño inteligente en clases de biología. Fue
coautor de una campaña en 2005 contra la enseñanza de diseño inteligente en
escuelas públicas, la cual recibió apoyo de más de 130 académicos de la
universidad donde trabaja. La campaña se convirtió en modelo para otras
universidades de Iowa.
Ávalos es entrevistado en el controvertido filme
Expelled: No Intelligence Allowed de 2008, que lo tilda de
antagonista a los militantes de la seudociencia del diseño inteligente.
Es un activista ateo y partidario de la ética
humanista seglar. Afirma no fumar, no
beber alcohol y no participar en juegos de
azar.

## Investigación y publicaciones
Su primer libro fue Illness and Health Care in the Ancient Near East: The Role of the Temple in Greece, Mesopotamia, and Israel
(Enfermedad y salud en el Oriente Medio antiguo: el rol del templo en Grecia, Mesopotamia e Israel) (1995), publicado en la serie de monografías
semíticas de Harvard. Se trata del primer libro en combinar sistemáticamente
estudios bíblicos con la antropología médica para tratar de reconstruir
los sistemas de salud del mundo antiguo en cuestión.
En Health Care and the Rise of Christianity
(Salud y el surgimiento del cristianismo) (1999) Ávalos expone la tesis
de que el cristianismo empezó, en parte, como un movimiento de salud
pública que pretendía resolver los problemas de los pacientes del mundo
greco-romano.
A partir de 2004 volcó su atención hacia el estudio de la población de
origen latinoamericana de los Estados Unidos. Los latinos se han convertido
en la "minoría" más prominente de dicho país, con más de 40 millones de
personas. Por esas fechas Ávalos también fungía como editor general de la
serie bibliográfica Religion in the Americas (Religión en el continente
americano) de la editorial holandesa Brill Publishers.[cita requerida]
Fue editor y escritor de
Introduction to the U.S. Latina and Latino Religious Experience
(2004), pensado como el primer libro de texto sobre las religiones de los
latinos en EE. UU.[cita requerida]
Su libro Fighting Words: The Origins of Religious Violence
(Combatiendo palabras: los orígenes de la violencia religiosa) (2005)
usa teoría económica básica para explicar el rol de la religión en la
violencia. Ávalos argumenta que todo conflicto es usualmente el resultado
de percibir la escasez de algún recurso. Esto puede ir desde el amor
familiar hasta las fuentes de energía de la civilización. Cuando la
religión causa violencia lo hace porque crea un recurso limitado, por
ejemplo espacio (en la forma de la tierra prometida), pertenencia a una
supremacía étnica, o acceso a la vida eterna. La violencia puede resultar
del esfuerzo por mantener o adquirir tales recursos inventados, al punto de
costar vidas. El libro critica a varios eruditos religionistas por excusar
la violencia y genocidio presentado en la Biblia, por acusar a los ateos
por el Holocausto, entre otros temas. Ávalos y este libro fueron el tema
del programa Talk of the Nation de la National Public Radio el 22 de
agosto de 2005. Esto lo posicionó como uno de las figuras de la crítica
contemporánea a la religión.
Ese mismo año publica
Strangers in Our Own Land: Religion in U.S. Latina/o Literature
(Extraños en nuestra propia tierra: la religión en la literatura latina de los E.E.U.U.)
(2005), el primer estudio sistémico de cómo los autores
latinos abordan problemas de índole religiosa.
En 2007 sale a la luz The End of Biblical Studies
(El fin de los estudios bíblicos) (2007) donde argumenta que el
escolasticismo bíblico de la academia es antes que nada una empresa
apologética diseñada para promover la ilusión de que la Biblia aún posee
autoridad moral y superrelevancia cultural. Critica los subcampos de traducción,
arqueología, historia, análisis textual y estética literaria; arguyendo que la
disciplina está plagada de sesgos de corte doctrinal.
This Abled Body: Rethinking Disabilities in Biblical Studies
(Este cuerpo capaz: repensando las discapacidades en los estudios bíblicos),
también de 2007, marca un retorno al tema de salud. Junto a
with Sarah Melcher y Jeremy Schipper ofrece una antología de cómo es que
los autores de la Biblia conceptualizan el cuerpo humano y condiciones
patológicas o anormales.
En 2011 Ávalos publica
'Slavery, Abolitionism, and the Ethics of Biblical Scholarship
(Esclavitud, abolicionismo y la ética de los estudios bíblicos)
(Sheffield Phoenix Press), que trata de la relación histórica e
ideológica entre
el cristianismo y la esclavitud, e intenta
deconstruir el mito de que la Biblia misma y la ética cristiana fue un
factor contribuyente a la abolición de la esclavitud en el mundo
occidental.
The Bad Jesus: The Ethics of New Testament Ethics
(Jesús el malo: la ética de la ética del Nuevo Testamento),
publicado en 2015, es una
crítica a Jesús. Argumenta que no debería ser considerado como un
personaje ejemplar en una sociedad con la madurez moral como la
contemporánea. Adicionalmente, Ávalos ataca el campo de la ética del Nuevo
Testamento en calidad de empresa religionista y etnocéntrica; que según
Avalos, más allá de ser un campo de investigación honesto, se trata de un
complejo eclesiástico-académico para la promoción de una agenda.
Además de libros, Héctor Ávalos ha publicado docenas de artículos en
revistas académicas (como el Journal of Biblical Literature,
Journal of Hispanic/Latino Theology,
Catholic Biblical Quarterly, and Traditio); así como para
libros de referencia como The Anchor Bible Dictionary (1992), The
Oxford Companion to the Bible (1993),
The Oxford Encyclopedia of Archaeology in the Near East (1996),
Eerdmans Dictionary of the Bible (2000), y The
New Interpreter's Dictionary of the Bible (2006–2009). Los temas
varían desde la astronomía hasta la crítica histórica del Targum.

## Enláces externos
- Sitio web de Héctor Ávalos en la facultad Archivado el 30 de diciembre de 2013 en Wayback Machine.
- Trabajos por o sobre Héctor Ávalos (erudito) en bibliotecas (catálogo WorldCat) (en inglés)
- Hector Ávalos debates William Lane Craig — Resurrection of Jesus: Fact or Fiction? en YouTube.

- Datos: Q1593104
- Multimedia: Hector Avalos / Q1593104